# Time
Time (englisch für „Zeit“; oft stilisiert TIME; der Eindeutigkeit halber oft Time Magazine genannt) ist ein alle zwei Wochen erscheinendes US-amerikanisches Nachrichtenmagazin. Es gehört dem Unternehmer Marc Benioff.
Time erscheint in vier Ausgaben mit einer Gesamtauflage von rund 5,2 Millionen Exemplaren.

## Geschichte

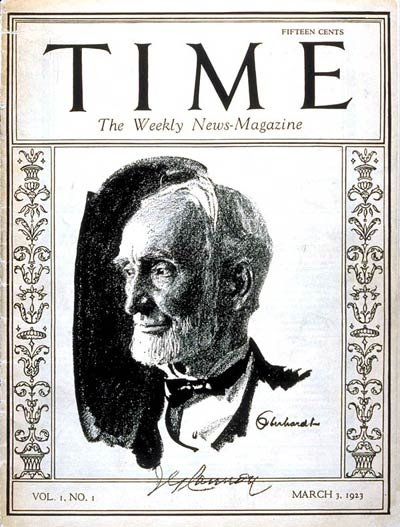
Erstausgabe 1923 mit einem Porträt von Joseph Gurney Cannon

Time wurde 1923 von Henry Luce und Briton Hadden in New York gegründet, die erste Ausgabe erschien am 3. März desselben Jahres. Schon bald nahm Time eine bedeutende Rolle in der amerikanischen Presselandschaft ein und avancierte in den folgenden Jahrzehnten zu einem Vorbild für diese Form der Berichterstattung, an die z. B. Der Spiegel in Deutschland anknüpfte. Berühmt wurde das Magazin unter anderem durch seine Titelbilder, von denen einige – wie die Darstellung Winston Churchills als Bulldogge – fester Bestandteil der Pop-Ikonographie wurden.
Das bekannteste Feature der Time ist wohl die jährliche Wahl (seit 1927) des Man of the Year (mittlerweile in Person of the Year umbenannt). Zum Man of the Century kürte die Zeitschrift 1999 Albert Einstein, zum Man of the Millennium wählte sie Johannes Gutenberg. Zum Music Album of the Century wurde Exodus von Bob Marley & The Wailers gewählt. Sehr speziell in dieser Reihe waren das Jahr 1982, in dem der Personal Computer zur Person des Jahres gewählt wurde, sowie 2006, als „You“ (die Gemeinschaft der Internetbenutzer) Person des Jahres wurde.
1989 fusionierte das Verlagshaus mit Warner Communications zum Medienkonzern Time Warner. Nach einer weiteren Fusion mit America Online (AOL) hieß der Konzern vorübergehend AOL Time Warner (2000–2003). Ab 2004 begann die Time mit der jährlichen Veröffentlichung der Time 100. 2014 spaltete Time Warner die Printsparte als Time Inc. wieder ab, mit der sie ursprünglich fusioniert war. Dieses Unternehmen wurde im Januar 2018 wiederum von der Meredith Corporation übernommen.
Richard Stengel war leitender Redakteur der Time von 2006 bis 2013, Nancy Gibbs folgte ihm bis in das Jahr 2017. Seit September 2017 ist Edward Felsenthal der Chefredakteur der Time, welcher vorher für dessen digitale Strategie zuständig war.
Im September 2018 wurde der Verkauf des Magazins für 190 Millionen US-Dollar (163 Millionen Euro) vom bisherigen Eigentümer, der Mediengruppe Meredith, an den Unternehmer Marc Benioff bekannt.

## Heutige Position

### Politische Ausrichtung
Auf dem US-Markt ist Time unter den Nachrichtenmagazinen Marktführer vor Newsweek und U.S. News & World Report. Time steht politisch zwischen der eher linksliberalen Newsweek und dem konservativen U.S. News & World Report. Das amerikanische Unternehmen AllSides, das Medien auf ihre politische Ausrichtung hin bewertet, stuft Time mit einer Tendenz nach links („Lean Left“) ein.
Die Zeitschrift versucht Distanz zu den beiden großen Parteien zu halten. Time legt Wert auf die Feststellung, dass die Wahl Person of the Year keine politische Sympathie ausdrücken soll.

### Ausgaben
Time erscheint aktuell in vier Ausgaben. Neben der amerikanischen Ausgabe erscheint in London der Ableger Time Europe (früher Time Atlantic genannt) mit einer Auflage von 555.000 Exemplaren im Jahr 2005, der für Europa, Afrika, den Nahen Osten und seit 2003 für Lateinamerika konzipiert ist. Time Asia hat ihren Sitz in Hongkong und erreicht eine Auflage von 275.000 Exemplaren. Seit Juli 2011 ist auch die Time South Pacific erhältlich.

## Bekannte Mitarbeiter
- Beate Sirota
- Clay Blair